# Pater und Nonne

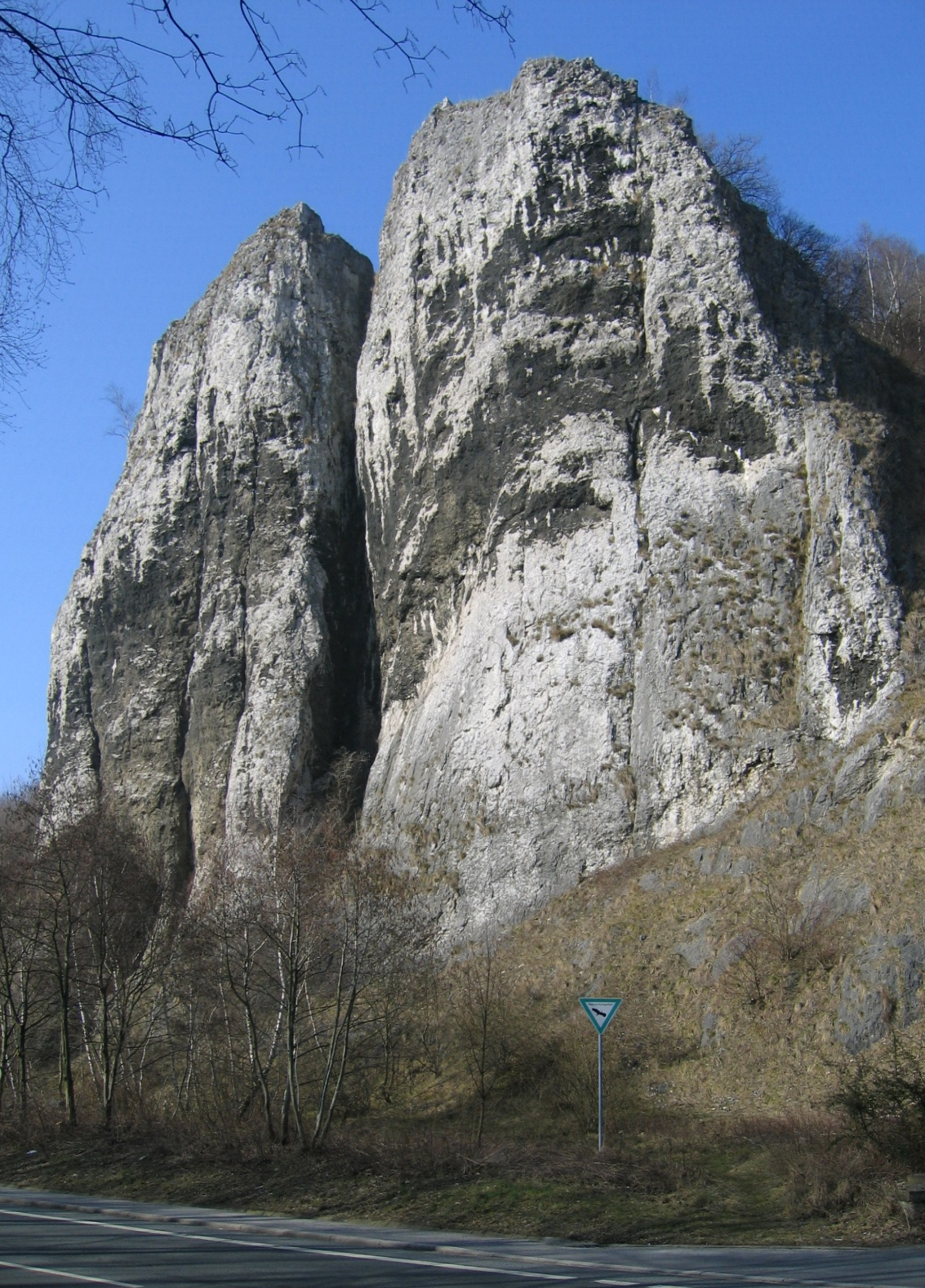
Pater und Nonne

Pater und Nonne heißt eine Felsformation aus Massenkalk im Stadtteil Oestrich von Iserlohn. Das Felsen-Naturdenkmal besteht aus zwei etwa 60 m hohen Türmen. Hier befindet sich auch die heute etwa fünf Meter lange Grürmannshöhle.

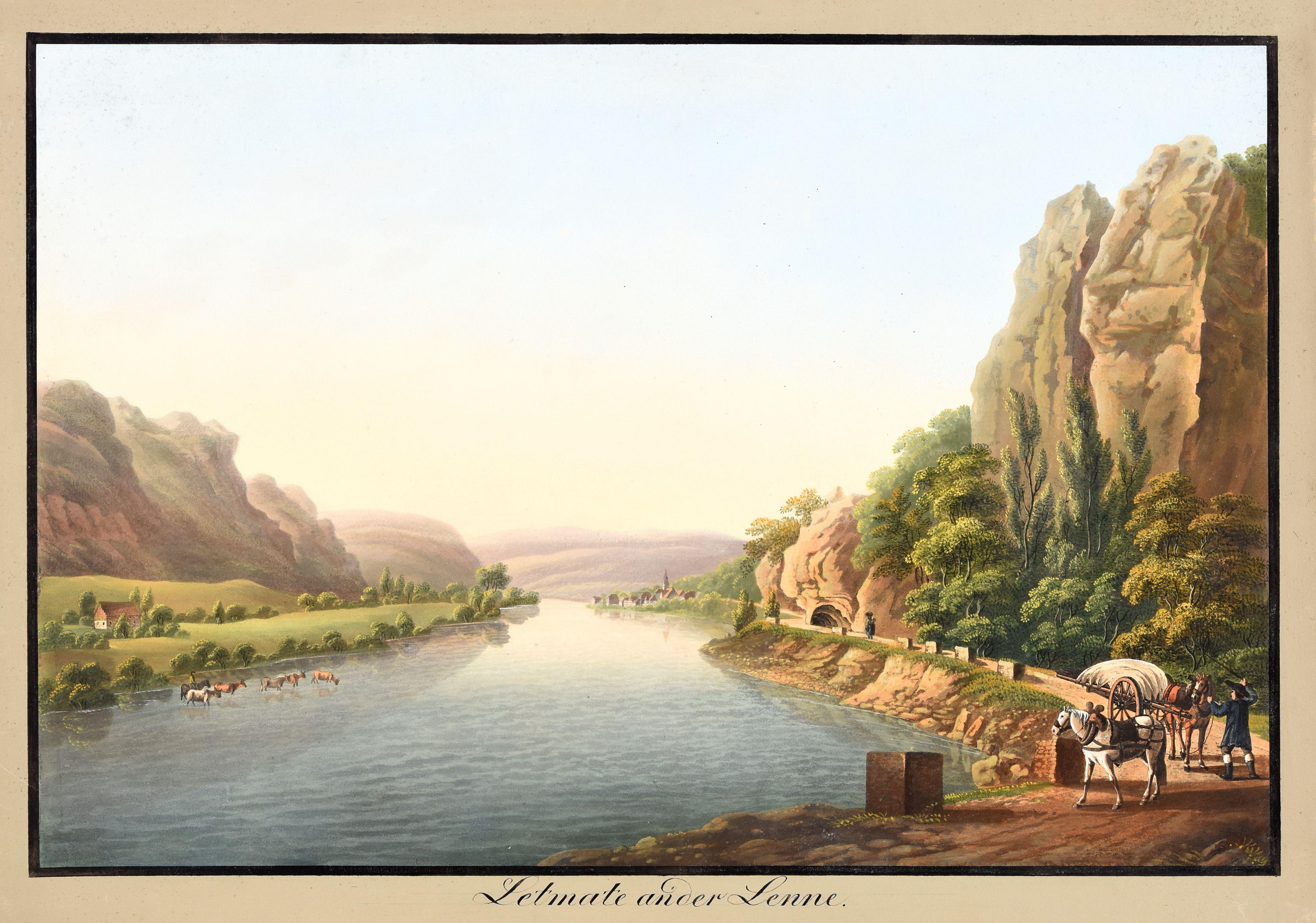
Bleuler, „Letmate an der Lenne“, um 1810

Der Sage nach lebten hier ein Mönch und eine Nonne zusammen, ohne ihre weißen klösterlichen Gewänder abzulegen. Als sie einen mahnenden Bischof in die Lenne warfen, wurden die beiden vom Blitz getroffen und in Stein verwandelt.
Auf dem Pater-Felsen befindet sich etwa auf halber Höhe seit 1999 ein Gipfelkreuz.

## Naturschutz
Die Felsen sind seit 1997 im Landschaftsplan Iserlohn als Teil des Naturschutzgebietes Burgberg ausgewiesen. Bereits 1995 erfolgte eine einstweilige Sicherstellung als NSG Burgberg. Im Schutzgebiet liegen die Felsen Pater und Nonne am südlichen Rand der östlichen Teilfläche. Im Landschaftsplan Iserlohn wird das NSG Burgberg unter „Besonderer Schutzzweck“ als „zur Sicherung der anstehenden Klippen“ aufgeführt. Die Felsen dürfen nicht betreten bzw. beklettert werden, denn dies ist laut „Allgemeinen Verboten“ des Landschaftsplans Iserlohn außerhalb von Wegen nicht erlaubt.